# Puerto Williams
Puerto Williams je město v jižní části Chile, žije v něm asi 2700 obyvatel. Leží na severním pobřeží ostrova Navarino, u průlivu Beagle, a je hlavním městem provincie Chilská Antarktida. Uchází se o titul nejjižnějšího města světa.
Oblast v minulosti obývali domorodí Yaghanové. V roce 1843 založil John Williams Wilson pevnost Fuerte Bulnes, ale ta byla brzy opuštěna. Na konci 19. století propukla v oblasti Ohňové země zlatá horečka a na ostrově Navarino pobývaly stovky zlatokopů. Stálé sídlo se podařilo založit až v roce 1953 a dostalo název Puerto Luisa, později bylo přejmenováno po J. W. Williamsovi. Puerto Williams je důležitou základnou chilského vojenského námořnictva. Nachází se zde také letiště Aeropuerto Guardia Marina Zañartu, muzeum El Museo Antropológico Martín Gusinde, základní i střední škola, nemocnice, banka a policejní stanice. Zdrojem příjmů je turistický ruch a lov mořských krabů zvaných centollo. Klima je subpolární, teploty se pohybují mezi 0 – 10 °C.
Puerto Williams je jedním z měst, které se prohlašují za nejjižnější na světě. Severněji leží Ushuaia (asi 50 000 lidí) a Punta Arenas (asi 100 000 lidí), jejichž statut města je nesporný. Naproti tomu v Puerto Williams žije něco přes dva tisíce obyvatel, takže je to spíše městys. V Chile je obvykle za město uznáváno jenom sídlo, které má alespoň pět tisíc obyvatel, ale v případě Puerto Williams byla z propagačních důvodů učiněna výjimka. O něco jižněji se ještě nachází osada Puerto Toro se zhruba padesáti obyvateli. Dál na jih jsou meteorologické základny na mysu Hoorn, ostrova Diega Ramireze a Jižních Orknejích, ale ty nemají charakter stálého sídla.